# 伊南峰
78°20′S 162°38′E / 78.333°S 162.633°E
伊南峰（Inan Peak），是南極洲的山峰，位於維多利亞地的斯科特海岸，處於肯普山以西1.85公里，屬於皇家學會嶺的一部分，海拔高度2,451米，現時由南極條約體系管理。